# 錦波魚
錦波魚（学名：Hemigrammocypris neglectus），為輻鰭魚綱鯉形目鲴科錦波魚属的其中一種。分布於亞洲日本本州西部、中部、四國及九州北部淡水流域，其顯著特徵是嘴巴略微向上翹，無觸鬚，側線不完整，僅延伸至胸鰭上5-15個鱗片腹部橫斷面呈V形，體型略高，並有三排咽齒，身體側面有一條細細的黑線。在繁殖季節，雄魚會變成金色，胸鰭上有微小的星紋，並且有清晰可見的黑線，雌魚比雄魚體型更大，體長可達7公分，棲息在溝渠、池塘，河川底中層水域，它在日本紅色名錄中被列為瀕危物種。繁殖季節為五月中旬至七月下旬，幼魚孵化後以輪蟲為食，隨著它們的成長，變成了雜食性動物，以小型水生動物和附著的藻類為食，壽命約2-3年。

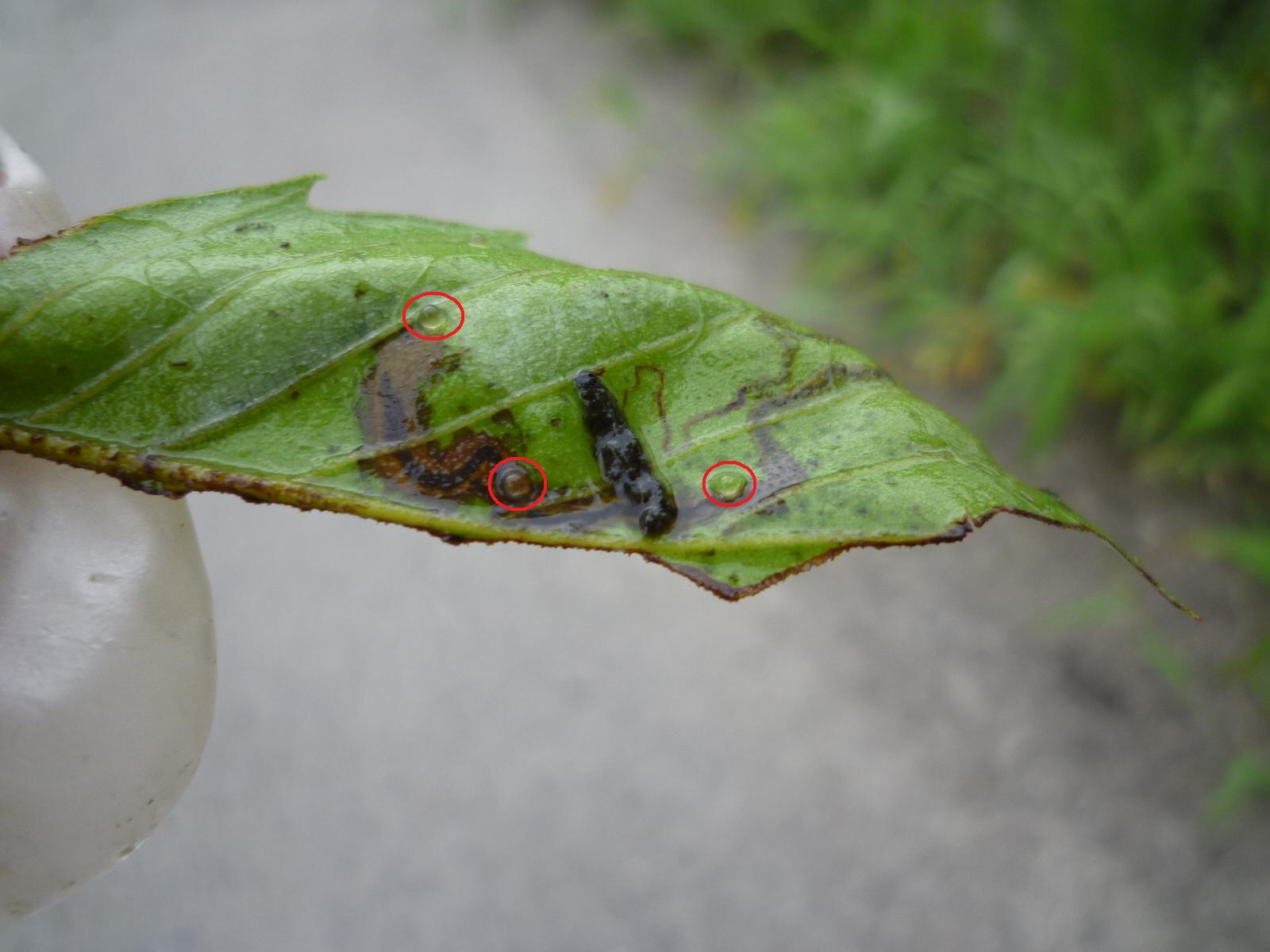
錦波魚在香川縣七月下旬產在水庫漂浮的落葉上的魚卵，卵的直徑約為1公厘。
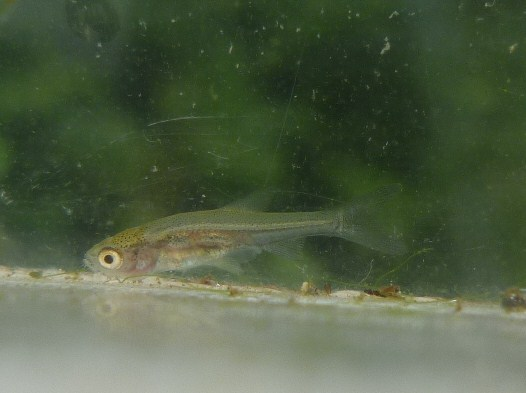
錦波魚的稚魚，全長約7公厘。
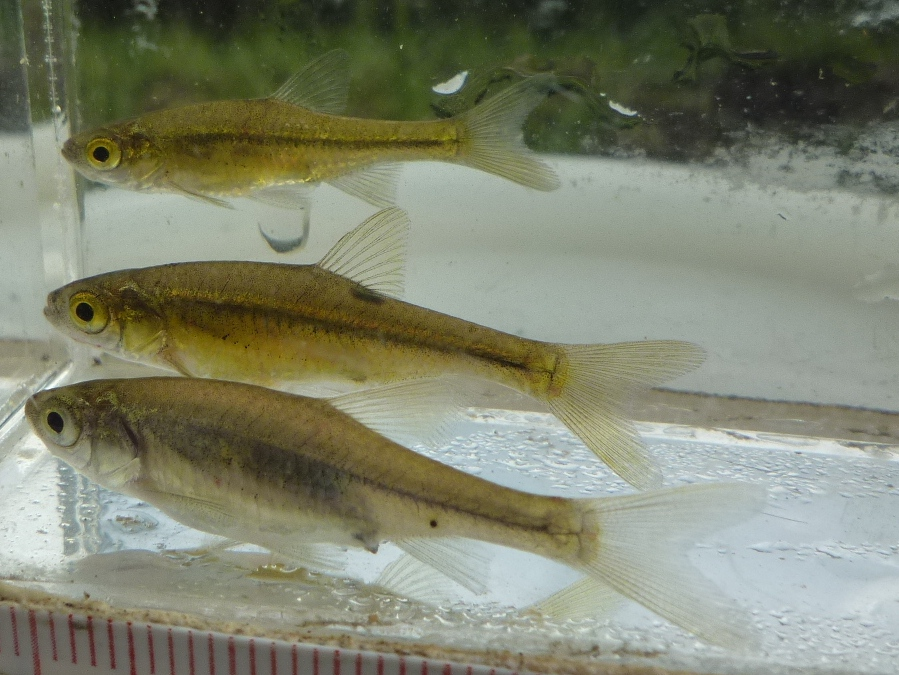
攝於香川縣水庫的錦波魚，上面兩隻為雄魚（全長2.4公分和3.3公分），下面一隻為雌魚（全長3.7公分）。此後，生長和壽命將根據棲息地的不同而變化。